# 비바 오렌지

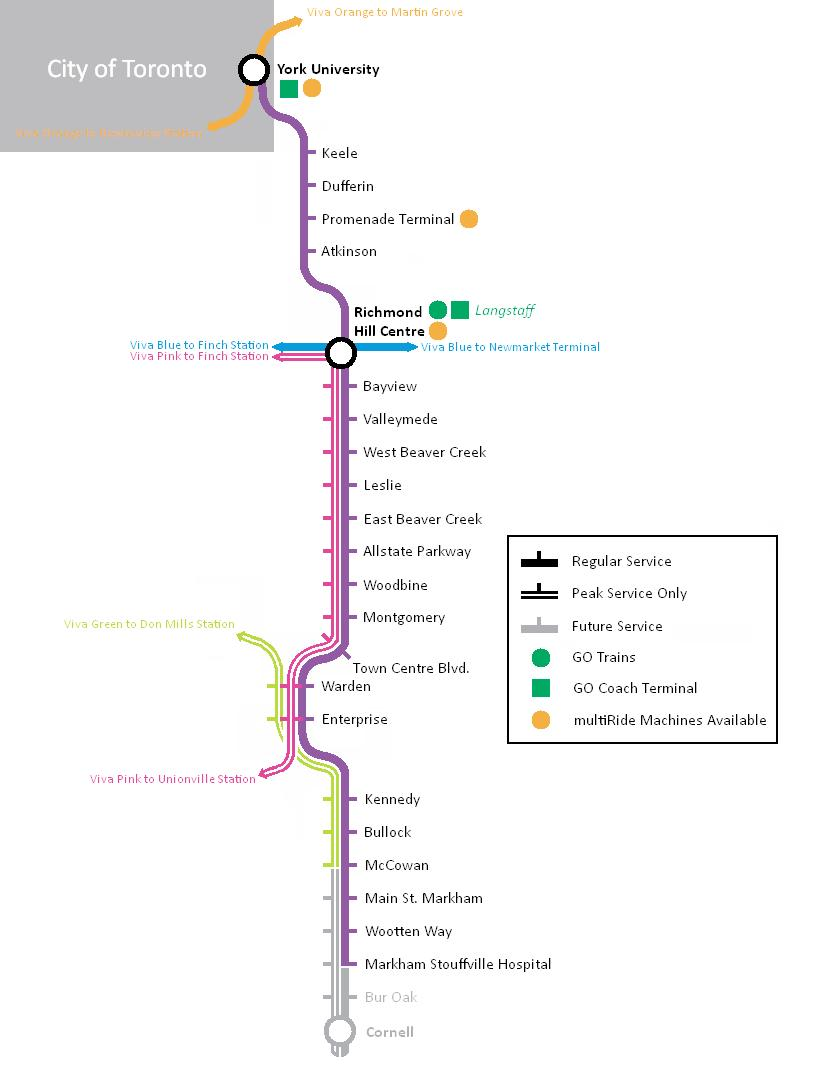
비바 퍼플 노선도

비바 퍼플(Viva Purple) 은 캐나다 온타리오주 요크 지방자치구에서 운행하는 비바 간선 급행 버스 노선으로 마컴과 리치먼드힐에 위치한 7번 고속도로를 따라 운행한다. 이 노선은 토크 교통사가 요크 지역에서 준공영으로 운행한다.

## 노선 정보
비바 퍼플은 토론토 지하철 영-유니버시티 선과 연결되는 파이어니어 빌리지 역과 요크 유니버시티 역에서 출발하여 리치먼드힐 센터 터미널까지 북동쪽으로 이동하며 센터 스트리트와 배서스트 스트리트에 정차한다. 이후 7번 고속도로를 따라 종점인 마컴 스토우빌 병원까지 이어진다.
비바 퍼플은 또한 엔터프라이즈 블루버드를 따라 타운 센터 블루버드에서 케네디 로드까지 지선을 운행한다. 평일 러시 아워를 제외한 평상시에는 7번 고속도로 경유 노선과 엔터프라이즈 경유 노선이 번갈아 운행한다. 리치먼드힐 센터 서쪽 구간은 2018년 9월 2일부터 운행이 중단될 예정이다.

### 정류장

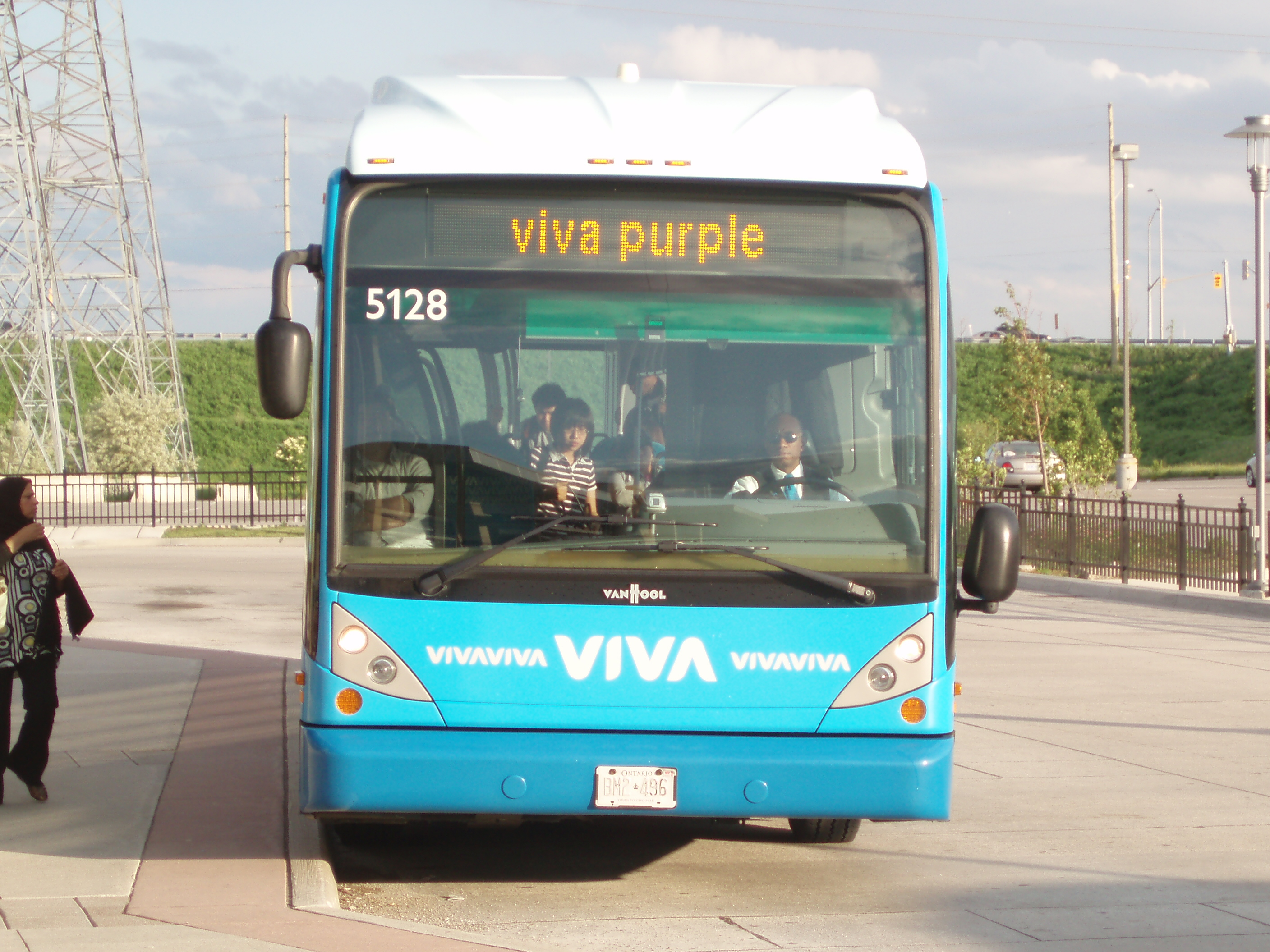
리치먼드힐 터미널의 비바 퍼플 버스 정류장.

비바 퍼플의 정류장은 서쪽에서부터 다음과 같다.
| 비바 퍼플 정류장 목록 | 비바 퍼플 정류장 목록 | 비바 퍼플 정류장 목록 | 비바 퍼플 정류장 목록 |
| 정류장 명칭           | 개통일                | 지자체                | 환승편                |
| --------------------- | --------------------- | --------------------- | --------------------- |
| 파이어니어 빌리지     | 2017년 12월 17일      | 본                    |                       |
| 요크 유니버시티       | 2005년 9월 4일        | 토론토                |                       |
| 더퍼린                | 2005년 9월 4일        | 본                    |                       |
| 프로미너드 터미널     | 2005년 9월 4일        | 본                    |                       |
| 앳킨슨                | 2005년 9월 4일        | 본                    |                       |
| 리치먼드힐 센터       | 2005년 9월 4일        | 리치먼드힐            | 랭스태프 역           |
| 베이뷰                | 2005년 9월 4일        | 마컴/ 리치먼드힐      |                       |
| 챌머                  | 2013년 8월 19일       | 마컴/ 리치먼드힐      |                       |
| 밸리미드              | 2005년 9월 4일        | 마컴/ 리치먼드힐      |                       |
| 웨스트 비버크리크     | 2005년 9월 4일        | 마컴/ 리치먼드힐      |                       |
| 레슬리                | 2005년 9월 4일        | 마컴/ 리치먼드힐      |                       |
| 이스트 비버크리크     | 2005년 9월 4일        | 마컴/ 리치먼드힐      |                       |
| 올스테이트 파크웨이   | 2005년 9월 4일        | 마컴                  |                       |
| 우드바인              | 2005년 9월 4일        | 마컴                  |                       |
| 몽고메리              | 2005년 9월 4일        | 마컴                  |                       |
| 타운 센터             | 2005년 9월 4일        | 마컴                  |                       |
| 워든                  | 2017년 12월 17일      | 마컴                  |                       |
| 빌리지 파크웨이       | 2017년 12월 17일      | 마컴                  |                       |
| 사이베라스            | 2017년 12월 17일      | 마컴                  |                       |
| 시더랜드              | 2014년 12월 28일      | 마컴                  |                       |
| 엔터프라이즈          | 2005년 11월 20일      | 마컴                  |                       |
| 포스트 로드           | 2017년 2월 5일        | 마컴                  |                       |
| 라이비스 로드         | 2005년 11월 20일      | 마컴                  |                       |
| 케네디 / 7번 고속도로 | 2005년 10월 16일      | 마컴                  |                       |
| 벌록                  | 2005년 10월 16일      | 마컴                  |                       |
| 맥코원                | 2005년 10월 16일      | 마컴                  |                       |
| 골즈워디              | 2010년 9월 5일        | 마컴                  |                       |
| 메인 스트리트 마컴    | 2008년 1월 27일       | 마컴                  |                       |
| 우튼 웨이             | 2008년 1월 27일       | 마컴                  |                       |
| 마컴 스토우빌 병원    | 2008년 1월 27일       | 마컴                  |                       |

## 같이 보기
- 요크 지역 교통
- 비바
- 비바 그린
- 비바 블루
- 비바 오렌지
- 비바 핑크